# Robert Noote
Robert Noote, né le 9 janvier 1952 à Ghyvelde, est un écrivain et historien local dont toute l'œuvre est dédiée à la Flandre. Il a dédié sa vie à la mission de faire renaître l'histoire de sa région natale. Il est chevalier des Arts et des Lettres.

## Biographie
En plus des livres, Robert Noote a écrit des articles pour des journaux régionaux (La Voix du Nord, Journal des Flandres, Le Phare, etc.) et des revues régionales. Certains de ces articles sont parus à l'étranger notamment dans Le Souvenir revue canadienne éditée à Trois Rivières.
En 1994, il a été reçu à Paris par l'ambassadeur de Belgique en France, Alfred Cahen, qui a été intéressé par son livre Pour lire De Swaen dont il a envoyé un exemplaire au ministre-président de la Flandre, Luc Van den Brande¹.
En 2003, il a reçu des mains de Jean-Pierre Decool, député, la médaille de l'Assemblée Nationale pour l'ensemble de son œuvre².
En 2007, il a obtenu le Prix de la Renaissance Française Nord Pas de Calais, section histoire, pour son livre sur Bergues³.
Métallurgiste de formation, il a été pendant 10 ans un des responsables de la radio Nostalgie puis Europe 2 à Dunkerque⁴.
Le dictionnaire illustré des Flamands de France paru en 1999 est selon Cyriel Moeyaert, écrivain belge, un des livres les plus importants de M. Noote. C'est une œuvre qui présente au gré de l'alphabet des personnalités essentielles mais oubliées. Cette contribution à l'histoire des Flamands de France a été largement diffusée en Flandre Belge. Il a été réédité en 2014.
Il est depuis décembre 2010, Chevalier de l'ordre Driekoningen basé à Beauvoorde en Belgique.
Depuis 2012, il est membre de la Société des Américanistes de Paris. Cette même année, il a pris la présidence de l'association "Les Amis de  la Flandre".
Début 2015, il devient membre de la Société des Gens de Lettres de Paris.
En 2019, il est nommé chevalier des Arts et des Lettres (décret du 16 septembre 2019).

## Publications
- Maurice Cornette (1918-1983) Député de Bergues (2018)  (ISBN 978-2-9536551-5-5)
- Quelques poussières d'histoire locale de Charles de Croocq (2016)  (ISBN 978-2-9536551-4-8)
- Charles Etienne Brasseur de Bourbourg 1814-1874 (2014)  (ISBN 978-2-9536551-3-1)
- Week-End à Zuydcoote 1964-2014 avec Patrick Oddone, Michel Tomasek et Bruno Pruvost (2014)  (ISBN 978-2-9542714-1-5)
- Les 100 ans de l'Usine des Dunes avec Yves Renoir et Marc Damagnez (2012)  (ISBN 978-2-7466-5620-8)
- Guido Gezelle, Gloire de la Flandre (2012)  (ISBN 978-2-9536551-2-4)
- Bergues de A à Z (2011)  (ISBN 978-2-8138-0436-5)
- Ces Saints qui guérissent en Flandre (2011)  (ISBN 978-2-9536551-1-7)
- Bergues en Poésie (2010)  (ISBN 978-2-9536551-0-0)
- Romance à Zuydcoote (2009)
- Bergues Saint-Winoc (2007)  (ISBN 978-2-84910-564-1)
- Histoire de Ghyvelde (2005)  (ISBN 2-9523324-0-1)
- Georges Bellanger : un saint de chez nous (2002)
- Guido Gezelle : le poète flamand (2001)
- L'abbé Charles Étienne Brasseur de Bourbourg: un Flamand au pays Maya (2000)
- Mon dictionnaire illustré des Flamands de France (1999) version numérique sur le site Westhoekpedia
- Histoire de Zuydcoote (1998)
- Estaminets typiques de Flandre (1997)
- Pèlerinages en Flandre (1996)
- Poèmes pour la Flandre (1995)
- Le Père Frédéric Janssoone à Ghyvelde (1995)
- Pour lire Michel de Swaen (1994)
- Mes rencontres (1990)
- Ypres-Ieper (1988)
- Maurice Cornette, député de Flandre (1986)
- Le Père Frédéric Janssoone de Ghyvelde (1983)

## Récompenses et distinctions
- Chevalier de l'ordre des Arts et des Lettres (2019)